# Смирнов, Владимир Александрович (астроном)
Владимир Александрович Смирнов (5 апреля 1936 года, Одесса) — преподаватель физики, советский, российский и украинский астроном, историк науки и писатель

. За время деятельности выполнял общественные поручения: в течение 7 лет секретарь партийного бюро факультета Автоматической электросвязи Одесского электротехнического института связи  им А. С. Попова, в течение 17 лет председатель правления ЖСК «Ленинский-26», председатель родительского комитета школы № 22. В течение 10 лет исполнял обязанности ответственного секретаря Всесоюзного Астрономо-Геодезического общества (ВАГО), а также был членом Специализированного ученого совета  по защите диссертаций при  Одесском университете  им. И. И. Мечникова и др.  Автор законченной серии книг «Реквием XX века» в 5 частях с Эпилогом, объёмом около 6000 страниц текста, а также единственной по данной тематике монографии «Спектры кратковременных атмосферных световых явлений: метеоры» (Издат. Фирма Физ.-мат. литература, Москва 1994г). Автор более 100 статей в научных изданиях и СМИ, кандидат физико-математических наук, доцент кафедры физики.

## Биография и деятельность
Смирнов Владимир Александрович родился 5 апреля 1936 года в Одессе. Отец его (согласно воспоминаниям, поскольку университетским архивом оказалось невозможно воспользоваться) исполнял обязанности заведующего кафедрой политэкономии Одесского университета. В июле 1938 года отец В. А. Смирнова Александр Тимофеевич Смирнов умер.
В период оккупации В. А. Смирнов в 1943—1944 году учился в здании школы имени П. С. Столярского, сгоревшего при освобождении города, в лицее при консерватории. После освобождения от оккупации продолжал учиться в школе имени проф. П. С. Столярского, которая находилась на 4-м этаже школы на улице Толстого. По фортепьяно он обучался в этой школе у Розалии Соломоновны Коган-Шварцман. Муздесятилетку имени проф. П. С. Столярского окончил в 1954 году, получив серебряную медаль.
После неудачного поступления в Московский университет поступил на физико-математический факультет Одесского университета имени И. И. Мечникова, где учился в 1954—1959 годы. Университет окончил, получив диплом с отличием. В 1959 году В. А. Смирнов женился на сокурснице Поржезинской Янине. В семье Смирновых родились дочь Татьяна (1961), сын Александр (1970), в семье две внучки: Мария и Дарья, два внука: Евгений и Артем, а также правнуки София и Дмитрий.
После окончания университета В. А. Смирнов по назначению работал младшим научным сотрудником Полтавской гравиметрической обсерватории АН УССР. В Полтаве работал по тематике «Движение полюсов Земли», написал статью совместно с астрономом Н. И. Панченко. Поступил в заочную аспирантуру по кафедре астрономии в ОГУ им. И. И. Мечникова. Организовал в Полтаве новое отделение ВАГО. Первой статьей В. А. Смирнова была работа, написанная в студенческие годы: «О значении работ Л. Эйлера по теории музыки», напечатанная в
студенческом университетском сборнике. За неё автором была получена премия.
В 1961—1964 годах, вернувшись в Одессу, поступил в очную аспирантуру при Одесском университете под руководством вначале профессора И. С. Астаповича, а после его отъезда в Киев — под руководством член-корр АН УССР, профессора В. П. Цесевича. В Одесской обсерватории при университете В. А. Смирнов занимался теорией и практикой спектрофотометрии метеоров. Работа проходила при участии аспирантов из научных учреждений Фрунзе и Ашхабада.
Член-корр. АН СССР В. В. Федынским была организована совместная работа В. А. Смирнова с сотрудниками Ашхабадской астрофизической лаборатории с целью фотометрической обработки спектров по методике, предложенной В. А. Смирновым, с помощью разработанной и построенной им же установки «метеорный спектросенситометр». По разрабатываемой теме научной работы аспирантом С. Мухамедназаровым из Ашхабада в дальнейшем были защищены кандидатская и докторская диссертации.
До 1969 года В. А. Смирнов продолжал работать в Астрономической обсерватории научным сотрудником. В 1968 году защитил кандидатскую диссертацию по теме «Спектрофотометрия метеоров», получив диплом кандидата физико-математических наук.
С 1969 года работал в ОЭИС имени А. С. Попова старшим преподавателем, а с 1972 года — доцентом, получив аттестат доцента кафедры физики в 1975 году. По научной работе продолжал заниматься метеорной тематикой, а также публиковал работы методического и философского характера, все годы читал научно-популярные лекции по физике и астрономии.
В 1974-76 гг. работал в Одесском сельскохозяйственном институте на кафедре физики и метеорологии в должности доцента. Вплоть до ухода на пенсию в 1999 году В. А. Смирнов вернулся на работу в должности доцента кафедры физики Национальной Академии связи имени А. С. Попова.
После публикации монографии «Спектры кратковременных атмосферных световых явлений: метеоры» (Издат. Фирма Физ.-мат. литература, Москва, 1994) В. А. Смирновым в учёный совет Д 26.208.01 при Главной астрономической обсерватории Национальной Академии наук Украины была представлена в 1999 году диссертационная работа «Спектры метеоров» для защиты ученой степени доктора физико-математических наук по специальности 01.03.03 — гелиофизика и физика Солнечной системы. Работа не было принята к защите по формальной причине - комиссия не обнаружила трех "ваковских" статей. Следует отметить, что диссертация «Спектры кратковременных атмосферных световых явлений: метеоры» была представлена еще ранее в ОГУ им.Мечникова и на ученом совете ОАО ОГУ от 24 мая 1993г. было принято следующее постановление: «Принимая во внимание высокий уровень научных работ по метеорной астрономии и физики, проводимых Смирновым В.А. на протяжении более 30 лет, Ученый совет считает целесообразным выдвинуть диссертацию Смирнова В.А. на приобретение ученой степени доктора физико-математических наук по специальности 01.03.03 гелиофизика и физика Солнечной системы». Подписано председателем ученого совета ОАО ОГУ доктором физмат.наук профессором Е.Н.Крамером. Причина несостоявшейся защиты лежит на совести администрации ОГУ.
С 1989 года В. А. Смирнов принимал участие в работе общества «Одесский Мемориал», являясь его членом, а также членом общества «Пострадавшие от политических репрессий». В настоящее время заместитель председателя общества «Одесский Мемориал».
В. А. Смирнов — член Европейского Геофизического союза и ассоциированный член международной организации COSPAR. По линии общества «Одесский Мемориал»
свыше 15 лет изучал архивные данные, связанные с политическими репрессиями в СССР.

## Работы
Работал по теме изучения физики метеоров совместно с аспирантами профессора В. П. Цесевича из Бишкека и Ашхабада в Одесской астрономической обсерватории в 1961—1969 гг. В течение 30 лет работал старшим преподавателем и доцентом на кафедре физики Национальной академии связи имени А. С. Попова. Как астроном-исследователь метеоров поддерживает научные связи с Одесской Астрономической обсерваторией при Одесском Национальном университете имени И. И. Мечникова. Автор свыше 60-ти научных статей по астрономии и истории, всего опубликовано более 100 статей.
Как историк науки опубликовал четыре статьи в изданиях Института истории Естествознания и техники РАН и три статьи в выпусках «Страницы истории астрономии в Одессе». Автор книги о спектрах метеоров (Москва, Изд. фирма физ.-мат. литература, 1994) и 5-томного исследования сталинских репрессий «Реквием XX века». В. А. Смирнов — участник многих международных конференций по физике метеорного явления. Активное участие В. А. Смирнов принимал в ежегодных международных конференций Всемирной метеорной организации, в научных Ассамблеях COSPAR. В настоящее время опубликована заключительная 5-я часть серии книг «Реквием XX века» (Одесса, «Астропринт», 2000—2010. (В 5-й части 1280 страниц текста, 320 иллюстраций вместе с цветной вкладкой). В книгах помещены также дневники за 1940—1990 годы преподавателя школы имени профессора П. С. Столярского — В. А. Швеца вместе с воспоминаниями и комментариями автора серии книг. В очерках, посвященных репрессиям против одесской интеллигенции, представлены судьбы отца Святослава Теофиловича Рихтера — Теофила Даниловича Рихтера, композитора С. Орлова, радиофизика Бориса Фёдоровича Цомакиона, ректоров Института Народного образования, директоров Археологического музея, жены певца Пётра Константиновича Лещенко — певицы Белоусовой Веры Георгиевны, многих других артистов, писателей, преподавателей. Представлено описание жизни в Одессе во время оккупации в военные годы. Все очерки написаны строго по документальным данным с использованием архивно-следственных дел. В заключение серии книг «Реквием XX века» был выпущен «Эпилог» (840 страниц) в 2018 году издательством «Астропринт». В «Эпилоге» помимо сведений исторического порядка о временах ежовщины с описанием причин убийства С. М. Кирова, и более подробных сведений о действиях Ленина и Сталина, помещены очерки-повести — воспоминания А. Г. Зубовой, большую часть жизни проведшей в лагерях, расстреле дедушки Н. А. Матвеенко В. В. Чайковского, ученого-химика В. Ф. Опоцкого, сотрудников кафедры топографической хирургии Одесского Медицинского института, расстрел семьи священника греческой церкви Василия Киоти и др.
Книги, выпущенные в Одессе по тематике серии книг «Реквием XX века» как правило имеют ссылки на очерки из книг «Реквием XX века» В. А. Смирнова. Так, в выпущенной в 2010 году «Книге первой. Реабілiтованi iсторіею. Одеська область» на украинском языке использованы три очерка В. А. Смирнова, опубликованные в 1-й части серии книг «Реквием XX века», а именно:
«Репресований лікар», «О дайте, дайте менi волю», «Засуджений ректор університету».
В разных изданиях имеются ссылки на статьи В. А. Смирнова, посвященные физике излучения метеоров, а также статьи, посвященные истории науки.
А именно: на статью, посвященную репрессированному директору ОАО К. Д. Покровскому (См. "Историко-астрономические исследования, вып. XXVI, с. 177—190. Издательство «Наука» 2001), также на статьи, посвященные Святославу и Теофилу Рихтерам в 1-й части серии книг «Реквием XX века», в различных СМИ. Так, статья из одесской газеты «Слово», посвященная Рихтерам под названием «Унесенные ветром», была переведена на немецкий язык музыковедом Детлафом Гайовий.
Эта переведенная статья Detlaf Gajowy под названием:
Vladimir Smirnov «Vom Winde verweht» (Zur Familiengeschichte Svjatoslav Richters) имеет множество ссылок в Интернете на немецком языке. Множество откликов вызвала статья В. А. Смирнова в газете «Известия» (Москва) от 3 июля 1998 года «Теофил Рихтер, отец Святослава», а также первая публикация о судьбе Теофила Рихтера в одесской газете «Вестник региона» от 13 июня 1998 года: «Судьба Теофила Рихтера».

## Труды
Смирнов В. А.  Спектры кратковременных атмосферных световых явлений: метеоры.Спектры кратковременных атмосферных световых явлений: метеоры. М.: Изд. фирма «Физ.-мат. лит.», 1994.
Астапович И. С. «Занимательные очерки о метеоритах» — под редакцией В. А. Смирнова — Одесса: Астропринт 2015 год.
Смирнов В. А. Реквием XX века: в 5-ти частях с эпилогом. / В. А. Смирнов. Одесса: Астропринт, 2005—2018. Часть 1. Часть 2. Часть 3. Часть 4. Часть 5. Эпилог. Реквием - Приложение к эпилогу: фрагменты поэмы А.Ахматовой, муз.Вл.Швец.
Наиболее характерные статьи В. А. Смирнова можно найти на сайте Одесской Астрономической Обсерватории, раздел Разное:
- Музыка и Гармония Вселенной (о работах Л.Эйлера и И.Кеплера, связанных с теорией музыки и открывших 390 лет назад «Основное уравнение астрономии»
- Природа метеорных вспышек. Опубликовано в журнале «Радиотехника»: Всеукраинский межведомственный научно-технический сборник 2010, вып. 160. С. 139—144. Харьков.
- Peculiarities of meteor radiation. Опубликовано в журнале: Advances in Space Research. Vol. 39. Number 4 2007. «Meteors: Quantitative Spectroscopy».

## О нём
- Голубовский Е. Книжный развал: «Владимир Смирнов. Реквием XX века. В пяти томах. Часть V» // Дерибасовская угол Ришельевской. Одесса. № 48.
- Людвик О. Гражданский подвиг писателя // Пресс-курьер. 15 — 21 декабря 2011 года № 50 (938).
- Матвеенко Н.А. "Окончен труд, завещанный от Бога" // Пресс-курьер. 7 марта 2019 года № 10 (1314).
- Матвеенко Н. А. Эти книги будут изучать // Вечерняя Одесса. 11 августа 2011 года.
- Detlef Gojowy. "Beobachtungen, Verfolgungen und Chroniken neuer Tonkunst", стр.189, 630-638.
- О Владимире Александровиче Смирнове // Меценат и Мир. № 41-42-43-44. С. 555.